# Ројт бај Ербендорф
Ројт бај Ербендорф (њем. Reuth bei Erbendorf) општина је у њемачкој савезној држави Баварска. Једно је од 26 општинских средишта округа Тиршенројт. Према процјени из 2010. у општини је живјело 1.233 становника. Посједује регионалну шифру (AGS) 9377149.

## Географски и демографски подаци
Ројт бај Ербендорф се налази у савезној држави Баварска у округу Тиршенројт. Општина се налази на надморској висини од 476 метара. Површина општине износи 16,9 km². У самом мјесту је, према процјени из 2010. године, живјело 1.233 становника. Просјечна густина становништва износи 73 становника/km².